# Tomapoderus coeruleipennis
Tomapoderus coeruleipennis is een keversoort uit de familie bladrolkevers (Attelabidae). De wetenschappelijke naam van de soort werd in 1903 gepubliceerd door Schilsky.